# جرمانيد المغنيسيوم
جرمانيد المغنيسيوم هو مركب كيميائي لاعضوي صيغته Mg2Ge، ويوجد على شكل صلب رمادي غامق اللون.

## التحضير
يحضر المركب من تفاعل العنصرين المكونين له المغنيسيوم والجرمانيوم.
{\displaystyle {\ce {2 Mg + Ge -> Mg2Ge}}}

## الخواص
يوجد المركب في الشروط القياسية على شكل صلب رمادي غامق اللون، وانحلاليته في الماء ضعيفة جداً، بحيث يمكن اعتباره عملياً أنه غير منحل.

## الاستخدامات
لا توجد تطبيقات عملية له، إنما يستخدم بشكل أساسي في مجال الأبحاث.